# Sinfonía n.º 56 (Haydn)

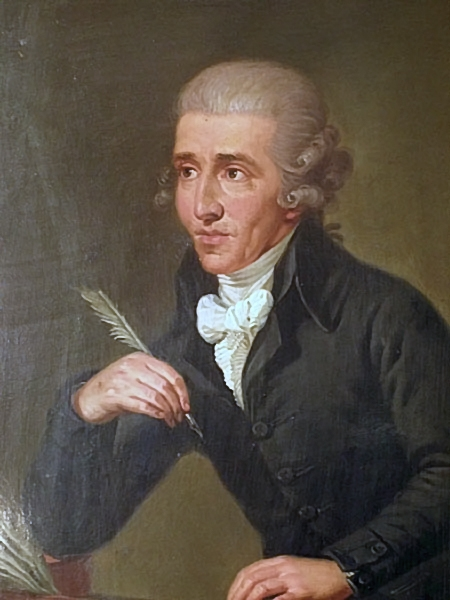
Haydn hacia 1770.

La Sinfonía n.º 56 en do mayor, Hob. I:56 fue compuesta por Joseph Haydn en 1774.

## Historia
La producción sinfónica del maestro austríaco puede dividirse a grandes rasgos en tres bloques temporales: el primer bloque (1757-1761) se corresponde con su periodo al servicio del conde Carl von Morzin (n.º 1 - n.º 5); el segundo bloque en la corte Esterházy (1761-1790 pero con la última sinfonía para el público de Esterházy en 1781); y el tercer bloque (1782-1795) comprende las Sinfonías de París (n.º 82 - n.º 87) y las Sinfonías de Londres (n.º 93 - n.º 104). El 1 de mayo de 1761 el compositor firmó su contrato como vice-kapellmeister (más tarde kapellmeister) de la familia Esterházy, que nominalmente duró 48 años, hasta su muerte.
La composición de esta pieza se desarrolló en 1774. Se conserva el manuscrito autógrafo fechado en ese año.

## Instrumentación
La partitura está escrita para una orquesta formada por:
- Viento madera: 2 oboes y 1 fagot.
- Viento metal: 2 trompas (en do alto y en fa) y 2 trompetas.
- Percusión: timbales.
- Cuerda: una sección de cuerdas con 2 violines, viola, violonchelo y contrabajo.
- Teclado: clavecín como bajo continuo.

Esta sinfonía de "trompeta" es la única en la que Haydn especificó de manera explícita tanto trompas en do alto como trompetas. Las trompetas eran poco habituales y cuando se emparejaban con trompas, estas últimas solían ser basso. La mayoría de las fuentes manuscritas omiten las partes escritas para las trompetas. El fagot únicamente se requiere para el segundo movimiento. En aquella época se solía emplear un fagot para amplificar la voz del bajo, incluso sin una notación separada. En cuanto a la participación del clavecín como bajo continuo en las sinfonías de Haydn existen diversas opiniones entre los estudiosos: James Webster se sitúa en contra; Hartmut Haenchen a favor; Jamie James en su artículo para The New York Times presenta diferentes posiciones por parte de Roy Goodman, Christopher Hogwood, H. C. Robbins Landon y James Webster. A partir de 2019 la mayor parte de las orquestas con instrumentos modernos no utiliza el clavecín como continuo. No obstante, existen grabaciones con clavecín en el bajo continuo realizadas por: Trevor Pinnock (Sturm und Drang Symphonies, Archiv, 1989-1990); Nikolaus Harnoncourt (n.º 6–8, Das Alte Werk, 1990); Sigiswald Kuijken (incluidas las Sinfonías de París y Londres; Virgin, 1988-1995); Roy Goodman (Ej. n.º 1-25, 70-78, 82-87; Hyperion, 2002).

## Estructura y análisis
La sinfonía consta de cuatro movimientos:
- I. Allegro di molto, en do mayor 3
4
- II. Adagio, en fa mayor 2
4
- III. Menuet, en do mayor – Trio, en fa mayor 3
4
- IV. Finale. Prestissimo, en do mayor 4
4

La interpretación de esta obra dura aproximadamente entre 30 y 35 minutos. Entre los años 1771 y 1774 Haydn llevó a cabo muchos desarrollos audaces en su producción sinfónica. Aunque en ocasiones se debatió con ciertas formas, con decisiones armónicas y con la melodía, esta sinfonía representa en casi todos los sentidos la cumbre de su carrera hasta que llegó el rico periodo londinense en la década de 1790. Esta obra es la más lograda de todas las escritas en do mayor, con la única excepción de la Sinfonía n.º 97 escrita casi veinte años más tarde.

### I.Allegro di molto
El primer movimiento, Allegro di molto, está escrito en la tonalidad de do mayor, en compás de 3/4 y sigue la forma sonata. El movimiento de apertura explota inmediatamente un brillante universo sonoro. El primer tema es presentado con gran acierto mediante el recurso compositivo relativamente novedoso de plantear el motivo en octavas al unísono. Como cabría esperar en esta tonalidad, nos golpean arpegios al estilo de las fanfarrias. Primero las trompetas, luego las trompas se deslizan a través de una tríada descendente en la tónica, mientras que la escritura al unísono más masiva y esperada llega en la tercera frase, tras el contraste en piano. La exposición incluye una rareza, un segundo tema genuino que resulta ser un mero antecedente a gran escala, cuyo consecuente armónico vuelve al forte, excepto que la cadencia, tan demorada, es en piano al fin y al cabo. En perfecto contraste el segundo tema es melódico y lírico. Este equilibrio temático fue una técnica empleada hasta bien entrado el siglo XIX, que denominaba "masculino" al primer tema y "femenino" al segundo. El desarrollo utiliza un ingenioso recurso compositivo consistente en combinar por separado los dos motivos de la exposición, lo cual es indicativo de su dominio de los recursos contrapuntísticos de su juventud (como los finales fugados de sus primeros cuartetos de cuerda). La primera mitad del desarrollo explota los contrastes del inicio mediante numerosas modulaciones; acaba desembocando en una fuerte sección imitativa que cadencia en mi mayor como dominante de la menor ( compárese con la Sinfonía n.º 50), desde donde un breve y tranquilo interludio nos devuelve a casa. El cierre se sirve de una ingeniosa diversidad en el timbre orquestal mediante las trompas y las trompetas en registro agudo. Daniel Heartz señala la semejanza en carácter de este Allegro con el movimiento inicial de la Sinfonía n.º 55 de Haydn.

### II.Adagio
El segundo movimiento, Adagio, está en fa mayor y en compás de 2/4. Contiene un notable trabajo en estilo concertante para el fagot y los dos oboes. Capta el lirismo esencial y dramático del movimiento lento en formas con las que batalló en años anteriores. La melodía ininterrumpida, aunque se estructura en forma binaria simple, se ve acentuada por una variedad dinámica avanzada que no se encontraba en piezas anteriores y que en la conclusión crea un intenso sentimiento trágico. Se trata de otra de las largas y profundas expresiones de Haydn típicas de este periodo. Es comparable a la Sinfonía n.º 54, si bien esta es mucho más concertante que la n.º 54. Los oboes y el fagot obbligato sobresalen en todo momento, y las trompas a menudo son independientes también. En este sentido está más estrechamente relacionada con la Sinfonía n.º 51. Varios pasajes en el modo menor anticipan de manera insólita a Schumann, en especial el movimiento lento de su Sinfonía n.º 2.

### III.Menuet– Trio
El tercer movimiento, Menuet – Trio, está en do mayor que en el trío pasa a fa mayor y en compás de 3/4. Se trata de una de sus secciones de minueto con trío más elegantes de este periodo. En lugar de los movimientos de danza superficiales (y obligatorios) de sus primeros años, éste utiliza una diversidad de gestos rítmicos junto con una comprensión inherente de la música folclórica austríaca para obtener un movimiento más coherente. El minueto es también muy prolongado, en forma sonata en miniatura con una buena retransición jocosa desde la supertónica. El trío, para oboe y cuerdas en la subdominante, es un breve estudio de elegancia. Resulta tentador imaginar que Haydn hubiera querido producir aquí una versión "normal" de su desviado trío de la Sinfonía n.º 50.

### IV.Finale. Prestissimo
El cuarto y último movimiento, Finale. Prestissimo, retoma la tonalidad inicial, el compás es 4/4 y también responde a la forma sonata. El Finale es una frenética danza tarantela/saltarello con varios silencios y calderones como interrupciones. Presenta la estructura formal más coherente y madura de todas las sinfonías escritas en esta tonalidad. Si bien posee el impulso constante presente en muchas de sus primeras obras, carece del carácter improvisatorio que hace que esas obras se perciban como formas libres. Por otra parte, muestra una mayor sensibilidad hacia la orquestación, en especial con respecto a las trompas y las trompetas. Su contrapunto persistente, casi brutal, proporciona un broche final magnífico a está inspirada composición. Se trata de un perpetuum mobile en tresillos, sólo los silencios que delimitan las breves frases individuales rompen el impulso. Éste también era una especie de "tipo"; puede compararse con el Finale de la Sinfonía n.º 34 K. 338 de Mozart. El desarrollo se centra en la tonalidad relativa la menor; una séptima disminuida por "sorpresa" desciende una quinta a re menor, desde donde, como en el minueto, se regresa a la recapitulación, pero de forma mucho más abrupta, con el mayor clímax sonoro de la sinfonía.